# Программа строительства православных храмов в Москве

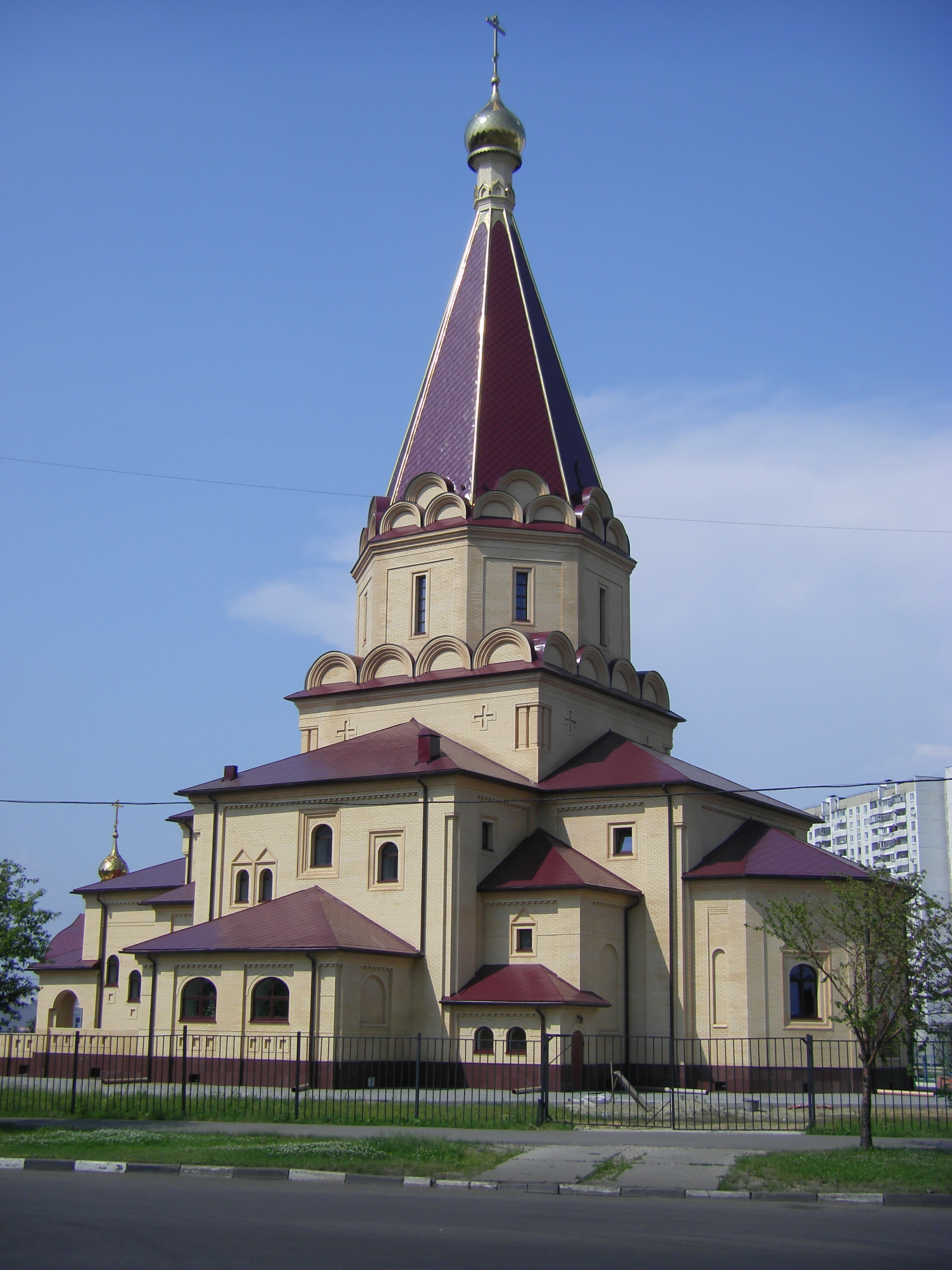
Храм Усекновения главы Иоанна Предтечи в Братееве, первый храм, построенный по данной программе.

Программа строительства православных храмов в г. Москве (неофициально также Програ́мма-200) — запущенная в апреле 2011 года программа Русской православной церкви и правительства Москвы, предусматривающая строительство храмов шаговой доступности в спальных районах Москвы. Строительство осуществляется на внебюджетные средства. Финансирование осуществляется как через финансово-хозяйственное управление Московской патриархии, так и через прямые пожертвования приходам. В план программы входит разработка проектов и строительство 200 новых церквей на территории всех округов города. На декабрь 2023 года введено в эксплуатацию 119 храмов, ещё 4 храма ожидают завершения этой процедуры. Строится 41 храм. Таким образом, уже введены в эксплуатацию или находятся на разных этапах строительства 164 храма. Кроме того, с 2010 по 2020 год 14 храмов в Москве было построено вне данной программы. По состоянию на начала 2020 года каждый год вводилось в эксплуатацию порядка 10 храмов.

## История
Впервые о программе заговорили после встречи Патриарха Кирилла с мэром Москвы Юрием Лужковым, которая состоялась 6 февраля 2009 года в московской мэрии, через 5 дней после патриаршей интронизации. По итогам встречи Юрий Лужков сказал: «Мы будем строить церкви в новых районах, чтобы не было таких мест, где храм Божий не находился на расстоянии шаговой доступности, чтобы в нашей Москве, как и раньше, было сорок сороков церквей». По словам Владимира Ресина, «Как ни парадоксально, в XXI веке наша столица по сравнению с другими регионами оказалась на последнем месте [в России] по числу храмов в соотношении с численностью православного населения. Если в региональных центрах один православный храм действует в районах на 10−15 тысяч человек, то в Москве есть районы, где на 100−150 тысяч жителей приходится всего один-два православных прихода. Связано это с тем, что в прошлом веке очень много церквей было взорвано, разрушено, поругано. Затем город стал развиваться, расширяться, активно застраиваться. Проектировали районы, строили многоэтажки, а о храмах никто не думал: большинство сохранившихся церквей осталось в историческом центре. <…> Цифра „200“ появилась из расчёта 25−30 тысяч жителей на один приход в пешеходной доступности — около 1 км. Это минимальное число храмов, которые нужно возвести в столице, чтобы хоть как-то поправить бедственное положение с нехваткой церквей».
26 января 2010 года Финансово-хозяйственным управлением Московского Патриархата был создан Фонд «Поддержки строительства храмов города Москвы». Строительство храмов осуществляется исключительно на пожертвования благотворителей и корпоративных спонсоров, город выделяет только землю под застройку. При Юрии Лужкове распоряжение, регулирующее выделение участков под строительство храмов, было подготовлено, но так и не было подписано из-за его отставки. 20 октября 2010 года, за день до вступления в должность нового мэра Москвы Сергея Собянина, временно исполняющий обязанности мэра Москвы Владимир Ресин подписал Распоряжение № 2367-РП «Об обеспечении мероприятий по выбору земельных участков для проектирования и строительства православных храмовых комплексов на территории города Москвы», которое регулировало выделение участков под храмы.
29 апреля 2011 года Патриарх Кирилл и мэр Москвы Сергей Собянин заложили храм святых равноапостольных Мефодия и Кирилла в память о жертвах теракта на Дубровке. В тот же день в Храме Христа Спасителя прошло первое заседание Попечительского совета Фонда поддержки строительства храмов города Москвы. Эта дата стала официальным стартом программы «200». В конце января 2012 года Владимир Ресин стал советником патриарха Кирилла по строительству и куратором программы по возведению в столице 200 новых храмов. 23 сентября 2012 года в районе Братеево освящён первый храм, построенный в рамках данной программы.
Изначально речь шла о строительстве храмов по типовым проектам трех проектных институтов. Проекты предусматривали строительство храмов вместимостью до 300 и 500 прихожан, а также отдельно стоящего дома причта. Но затем от типовых проектов отказались. В 2018 году произошёл окончательный переход от типового к индивидуальному проектированию, при котором каждый храм обретает свой неповторимый облик.
24 мая 2020 года вышла книга «Москва православная XXI века», посвященная десятилетию программы строительства православных храмов в столице. В книге представлены истории более 70 храмов, её авторами книги стали митрополит Вологодский и Кирилловский Игнатий (Депутатов), а также куратор программы, советник мэра Москвы и патриарха Московского и вся Руси по вопросам строительства, Владимир Ресин.

## Список храмов
Северный административный округ
- Храм в честь Державной иконы Божией Матери (освящён великим чином 22.01.2015) ЦАО, ул. Шаболовка, 6
- Храм в честь Усекновения главы Иоанна Предтечи у восточной стены Богородице-Смоленского Новодевичьего монастыря (освящён великим чином 07.07.2016) ЦАО. Лужнецкий проезд
- Храм в честь преподобного Сергия Радонежского на Ходынском поле (освящён великим чином 22.10.2017) САО, Ходынское поле
- Храм в честь святой блаженной Матроны Московской в Дмитровском (освящён великим чином 26.08.2018) САО, ул. Софьи Ковалевской, д. 7
- Храм в честь святого преподобного Андрея Рублева (освящён великим чином 30.09.2020) САО, ул. Верхняя Масловка, д. 1А
- Храм в честь святых Царственных страстотерпцев на Войковской (освящён великим чином 31.07.2021) САО, 6-й Новоподмосковный пер., вл. 7
- Храм в честь 12 Апостолов в Ховрине (освящён великим чином 11.12.2021) САО, ул. Клинская, вл. 12-14
- Храм в честь святителя Спиридона, епископа Тримифунтского в Коптеве (строится), САО, ул. Большая Академическая, вл. 33
- Храм в честь святой блаженной Ксении Петербуржской в Бескудникове (начало строительства в 2021 году) САО, Бескудниковский проезд, вл. 4
- Храм в честь преподобного Серафима Саровского в Дегунине (введен в эксплуатацию в 2021 году) САО, Дубнинская ул., 24
- Храм в честь святого праведного Алексия, пресвитера Московского, в Бескудникове (проектируется) САО, 3-й Нижнелихоборский проезд, вл. 1
- Храм в честь святого праведного воина Феодора Ушакова на Речном вокзале (проектируется) САО, Ленинградское шоссе, 59
- Храм в честь пророка Илии в Головине (проектируется) САО, Ленинградское шоссе, вл. 39
- Храм в честь священномученика Иоанна Рижского в Молжаниновском районе САО, Платформа Новоподрезково
- Храм в честь святого праведного Иоанна Кронштадтского в Головине САО, Кронштадтский бульвар, вл. 24
- Храм в честь священномученика Петра, митрополита Крутицкого, в Бескудникове САО, Дмитровской шоссе, вл. 82
- Храм в честь Рождества Пресвятой Богородицы в Черкизове (Новоподрезкове) САО, Ленинградское шоссе, вл. 236
- Храм в честь преподобного Сергия Радонежского в Бусинове САО, ул. Ижорская, д. 1
- Храм в честь равноапостольных Кирилла и Мефодия в Дегунине САО, ул. Базовская д. 19

Северо-Восточный административный округ
- Храм в честь святого благоверного князя Дмитрия Донского в Раеве (освящён великим чином 08.03.2013) СВАО, ул. Полярная, вл. 34
- Храм в честь преподобного Серафима Саровского в Раеве (освящён великим чином 15.02.2017) СВАО, проезд Шокальского, вл. 61
- Храм в честь Торжества Православия в Алтуфьеве (освящён великими чином 24.12.2017) СВАО, Алтуфьевское шоссе, вл. 77
- Храм в честь Иконы Божией Матери «Неопалимая Купина» в Отрадном (освящён великим чином 21.10.2018) СВАО, Юрловский проезд, д. 10А, стр. 1, 2
- Храм в честь святой равноапостольной великой княгини Ольги в Останкино (освящён великим чином 17.02.2019) СВАО, ул. Новомосковская, д. 4
- Храм в честь святых равноапостольных Мефодия и Кирилла, учителей Словенских, в Ростокине (введён в эксплуатацию в 2021 году) СВАО, пересечение ул. Малахитовая и ул. Бажова
- Храм в честь Казанской иконы Божией Матери в Лосиноостровской (строительство началось в 2019 году) СВАО, Анадырский проезд, вл. 8.
- Храм в честь святителя Спиридона, епископа Тримифунтского, в Лионозове (введён в эксплуатацию в 2021 году) СВАО, ул. Абрамцевская, 35
- Храм в честь Собора Новомучеников и исповедников Российских в Бабушкине (введён в эксплуатацию) СВАО, ул. Стартовая, вл. 4
- Храм в честь Архистратига Михаила и чуда его в Хонех (подготовка к строительству) СВАО, Дмитровское шоссе, вл. 120
- Храм в честь Усекновения главы Иоанна Предтечи в районе Северный (проектируется) СВАО, Дмитровское шоссе, 165Е
- храм в честь иконы Божией Матери «Отрада и Утешение» на Ярославском шоссе (проектируется) СВАО, Ярославское шоссе, вл. 147
- Храм в честь святителя Макария (Невского), митрополита Московского и Коломенского СВАО, пересечение Огородного проезда и ул. Добролюбова
- Храм в честь Успения Пресвятой Богородицы на Березовой аллее СВАО, улица Березовая аллея, вл. 5/1

Восточный административный округ
- Храм в честь Всех святых, в земле Русской просиявших, в Новокосине (освящён великим чином 25.09.2016). ВАО, ул. Суздальская, вл. 8Б
- Храм в честь Живоначальной Троицы в Косине (освящён великим чином 26.11.2017) ВАО, ул. Святоозерская, д. 1
- Храм в честь святого праведного Алексия Московского (Мечева) в Вешняках (освящён великим чином 12.07.2019) ВАО, ул. Вешняковская, д. 14А
- Храм в честь Новомучеников и исповедников Российских в Новокосине (освящён великим чином 25.08.2019) ВАО, ул. Салтыковская, напротив вл. 39
- Храм в честь Введения во храм Пресвятой Богородицы в Вешняках (освящён великим чином 13.09.2020) ВАО, ул. Кетчерская, вл. 2
- Храм в честь святого равноапостольного великого князя Владимира в Новогирееве (освящён великим чином 16.04.2022) ВАО, Перовская ул., вл. 64
- Храм в честь иконы Божией Матери «Взыскание погибших» (введен в эксплуатацию в 2021 году) ВАО, шоссе Энтузиастов, вл. 44
- Храм в честь преподобного Серафима Саровского в Кожухово (подготовка к великому освящению) ВАО, ул. 1-й Красковский проезд, д. 38А, стр. 3
- Храм в честь иконы Божией Матери «Споручница грешных» в Ухтомке (освящён великим чином 20.03.2022) ВАО, ул. Камова, вл. 2А
- Храм в честь святого преподобного Саввы Сторожевского в Северном Измайлове (строится) ВАО, площадь Викторио Кодовильи, вл.1
- Храм в честь священномученика Ермогена, Патриарха Московского и всея Руси, в Гольянове (строится) ВАО, Уральская ул., вл. 21 (напротив)
- Храм в честь Казанской (Песчанской) иконы Божией Матери в Измайлове (Храм построен, строится приходская часть) ВАО, 9-я Парковая, д. 4А
- Храм в честь иконы Божией Матери «Всех скорбящих Радость» ВАО, ул. Матросская Тишина, д. 18
- Храм в честь преподобного Сергия Радонежского в Гольянове (строится, начало работ 2020) ВАО, ул. Красноярская, вл. 11
- Храм в честь священномученика Игнатия Богоносца, епископа Антиохийского, в Новогирееве (проектирование завершено) ВАО, Зелёный проспект, вл. 26-28
- Храм в честь святого преподобного Александра Свирского (строится, начало работ в 2020 году) ВАО, Гаражная ул., вл. 3
- Храм в честь преподобномученицы Великой княгини Елисаветы Федоровны (проектируется) ВАО, 15-я Парковая улица
- Храм в честь святых Царственных Страстотерпцев (строится деревянный храм) ВАО, шоссе Энтузиастов, вл. 57-59
- Храм в честь святого Апостола Андрея Первозванного (малый храм введён в эксплуатацию) ВАО, Открытое шоссе, вл. 31
- Храм в честь Смоленской иконы Божией Матери ВАО, 3-я Парковая ул., вл. 26-28
- Храм в честь иконы Божией Матери «Знамение» ул. Сергея Лазо, вл. 7

Юго-Восточный административный округ
- Храм в честь святых равноапостольных Мефодия и Кирилла, учителей Словенских (освящён великим чином 13.12.2015) ЮВАО, ул. Мельникова, вл. 7
- Храм в честь Иконы Божией Матери «Воспитание» в Некрасовке (освящён великим чином 21.01.2018) ЮВАО, ул. 1-я Вольская, вл. 2
- Храм в честь святой мученицы Татианы Римской в Люблине (освящён великим чином 09.12.2018) ЮВАО, ул. Краснодарская, вл. 50
- Храм в честь святого благоверного князя Андрея Боголюбского на Волжском (освящён великим чином 15.12.2019) ЮВАО, пересечение Волгоградского проспекта, Волжского бульвара и ул. Окской
- Храм в честь святителя Димитрия, митрополита Ростовского, на Рязанке (освящён великим чином 20.12.2020) ЮВАО, ул. Вострухина, вл. 9
- Храм в честь Покрова Пресвятой Богородицы в Некрасовке (освящён великим чином 10.04.2022) ЮВАО, ул. Покровская и ул. Защитников Москвы (Люберецкие поля, уч. 1)
- Храм в честь Сретения Господня в Жулебине (храм введен в эксплуатацию) ЮВАО, ул. Саранская, вл. 1
- Храм в честь святого Апостола Андрея Первозванного в Люблине (строится) ЮВАО, ул. Ставропольская, вл. 25
- Храм в честь святых благоверных князей Петра и Февронии в Марьине (начало строительства в 2021 году) ЮВАО, пересечение ул. Поречная с Перервинским бульваром
- Храм Воскресения Словущего в Марьине (строится) ЮВАО, пересечение ул. Белореченская и ул. Перерва
- Храм в честь святого преподобного Саввы Освященного в Люблине (строительство началось в 2019 году, деревянный основной) ЮВАО, Тихорецкий бульвар, вл. 1
- Храм в честь святых мучеников Анатолия и Протолеона (строительство началось в 2019 году) ЮВАО, парк Артема Боровика
- Храм в честь святого праведного Симеона Верхотурского в Марьине (подготовка к строительству) ЮВАО, Новочеркасский бульвар, вл. 6-8
- Храм в честь святого мученика Андрея Стратилата в Люблине (проектируется) ЮВАО, ул. Маршала Кожедуба, вл. 14
- Храм в честь Курской-Коренной иконы Божией Матери в Вязовке (проектируется) ЮВАО, ул. Федора Полетаева, вл. 15
- Храм в честь преподобного Паисия Святогордца на Самарканском бульваре (проектируется) ЮВАО, пересечение Самаркандского бульвара и Ферганской улицы
- Храм в честь Жен-Мироносиц в Марьине (проектируется) ЮВАО, ул. Белореченская, д. 41, к. 1
- Храм в честь Преображения Господня в Лефортове ЮВАО, ул. Золоторожский Вал, вл. 22
- Храм в честь святого преподобного Александра Свирского ул. Грайвороновская, вл. 10

Южный административный округ
- Храм в честь Усекновения главы Иоанна Предтечи в Братееве (освящён великим чином 23.09.2012) ЮАО, ул. Ключевая, д. 5
- Храм в честь Покрова Пресвятой Богородицы в Орехове-Борисове Южном (освящён великим чином 03.04.2016) ЮАО, ул. Ясеневая, д. 38А
- Храм в честь святителя Спиридона, епископа Тримифунтского, в Нагатинском Затоне (освящён великим чином 26.12.2016) ЮАО, ул. Судостроительная, д. 50 и д. 50, стр. 2
- Храм в честь Державной иконы Божией Матери в Чертанове (освящён великим чином 25.08.2019) ЮАО, ул. Чертановская, вл. 2, к. 2
- Храм в честь Входа Господня в Иерусалим в Бирюлеве (освящён великим чином 29.12.2019) ЮАО, Михневский проезд, д. 2
- Храм в честь священномучеников Власия и Харалампия в Братееве, на Борисовском кладбище (освящён великим чином 21.12.2020) ЮАО, ул. Борисовские пруды, д. 6А, стр. 1, 2
- Храм в честь святителя Николая Мирликийского в Бирюлеве (завершены основные СМР) ЮАО, Булатниковский проезд, д. 8А
- Храм в честь святителя Киприана, митрополита Московского и всея Руси (храм построен, освящён малым чином, строится приходской дом) ЮАО, ул. Красного Маяка, вл. 19 (напротив)
- Храм в честь Живоначальной Троицы в Чертанове (строится) ЮАО, ул. Днепропетровская, вл. 16, стр. Б
- Храм в честь Преображения Господня в Нагатино-Садовниках (строится, начало работ 2020 год) ЮАО, Коломенский проезд, вл. 13
- Храм в честь Сретения Господня в Бирюлеве (строится) ЮАО, Булатниковская ул., напротив вл. 2
- Храм в честь Похвалы Пресвятой Богородицы в Зябликове (строительство началось в 2019 году) ЮАО, Ореховый проезд, вл. 41 (напротив)
- Храм в честь святого пророка Божиего Даниила на Кантемировской (строится) ЮАО, пересечение Пролетарского проспекта и Кантемировской ул.
- Храм в честь святого Архистратига Божия Михаила и его чуда в Хонех (строится) ЮАО, ул. Борисовские пруды, напротив д. 33 (вблизи Марьинского моста в Северном Братееве)
- Храм в честь Архистратига Божия Михаила в Царицыне (подготовка к строительству) ЮАО, ул. Луганская, вл. 11
- Храм в честь Благовещения Пресвятой Богородицы в Царицыне (малый храм перестраивается) ЮАО, перес. Севанской ул. и Бехтерева ул.
- Храм в честь святого праведного воина Феодора Ушакова в Нагорном (деревянный храм введён в эксплуатацию как основной) ЮАО, Электролитный проезд, вл. 2
- Храм в честь святого Царя-Страстотерпца Николая II в Аннино (проектируется) ЮАО, Аннино, мкр. 18
- Храм в честь иконы Божией Матери «Нечаянная Радость» в Чертанове (проектируется) ЮАО, Днепропетровская ул., вл.4а
- Храм в честь святых мучениц Веры, Надежды, Любови и матери их Софии в Чертанове (строится) ЮАО, ул. Подольских Курсантов, вл. 7
- Храм в честь преподобного Алексия, человека Божия, в Садовниках (проектируется) ЮАО, улица Садовники, 4А
- Храм в честь блаженной Матроны Московской (проектируется) ЮАО, г. Москва, ул. Промышленная, д. 11Б
- Храм в честь святителя Митрофана Воронежского в Москворечье (проектируется) ЮАО, Пролетарский проспект (перес. с Кавказским бульваром)
- Храм в честь иконы Божией Матери «Троеручица» в Орехове-Борисове ЮАО, Каширское шоссе, д. 63, корп. 2
- Храм в честь Почаевской иконы Божией Матери в Чертанове Южном ЮАО, ул. Кировоградская, вл.21А
- Храм в честь иконы Божией Матери «Спорительница хлебов» Загорье, мкр. 8Г, Загорьевская ул., вл. 25
- Храм в честь иконы Божией Матери «Достойно есть» 6-я Радиальная, 24
- Храм в честь святой блаженной Ксении Петербургской в ЖК ЗИЛАРТ (проектируется) ЮАО, Автозаводская вл. 23, стр. 86

Юго-Западный административный округ
- Храм в честь Всех святых, в земле Русской просиявших, в Черемушках (освящён великим чином 12.03.2017), ул. Новочеремушкинская, вл. 58
- Храм в честь Всех преподобных отцев Киево-Печерских в Старых Черемушках (деревянный храм освящён великим чином 30.12.2018) ЮЗАО, ул. Кржижановского, д. 22В, стр. 1
- Храм в честь Святителя Стефана Пермского (освящён великим чином 31.03.2019), ул. Академика Семёнова, д. 1; д. 1, стр. 1
- Храм в честь Казанской иконы Божией Матери в Теплом Стане (освящён великим чином 14.04.2019), ул. Островитянова, вл. 2А
- Храм в честь святого праведного воина Феодора Ушакова (адмирала Ушакова) в Южном Бутове (освящён великим чином 22.12.2019) ЮЗАО, ул. Южнобутовская, дом 6, стр. 1, 2.
- Храм в честь Пророка Божия Илии (освящён великим чином 21.09.2020), ул. Куликовская, д. 16А
- Храм в честь Введения во храм Пресвятой Богородицы в Южном Бутове (готовится к чину великого освящения) ЮЗАО, ул. Южнобутовская, между домами 62 и 66
- Храм в честь иконы Божией Матери «Отрада и Утешение» в Зюзине (строится), Зюзино, пересечение ул. Каховка и ул. Азовская
- Храм в честь священномученика Ермогена, Патриарха Московского и всея Руси, в Зюзине (строится), Симферопольский бульвар, вл. 28
- Храм в честь святителя Луки (Войно-Ясенецкого), архиепископа Симферопольского и Крымского, при ГКБ № 64 (строительство началось весной 2021 года) ЮЗАО, улица Вавилова, д. 61
- Храм в честь Священномученика Вениамина, митрополита Петроградского и Гдовского, в Зюзине (подготовка к строительству) ЮЗАО, ул. Каховка, вл. 13, корп. 9
- Храм в честь священномученика Василия, протоиерея Московского, в Конькове (проектируется), ул. Островитянова, вл. 45
- Храм в честь святого преподобного Моисея Мурина (проектируется) Южное Бутово, Варшавское шоссе, Северная коммунальная зона
- Храм в честь святых Царственных Страстотерпцев в Ясеневе (проектируется), между ул. Тарусская, вл. 22, и ул. Ясногорская, вл. 21
- Храм в честь священномученика Серафима (Чичагова), митрополита Петроградского (проектируется), Привокзальная площадь у ж/д станции Бутово
- Храм в честь святых праведных Симеона Богоприимца и Анны пророчицы в Черемушках (проектируется), район Черемушки, кв. 32А
- Храм в честь иконы Божией Матери «Умягчение злых сердец» в Конькове (разрабатывается АГР), ул. Профсоюзная, вл. 67
- Храм в честь священномученика Илариона, архиепископа Верейского, в Черемушках, Научный проезд, вл. 4 (напротив)
- Храм в честь священномученика Владимира, митрополита Киевского и Галицкого, в Южном Бутове, ул. Маршала Савицкого, напротив д. 22-24
- Храм в честь святой равноапостольной Марии Магдалины в Южном Бутове, пересечение Чечерского проезда с проектируемым пр. № 1114
- Храм в честь святых равноапостольных князя Владимира и княгини Ольги в Черемушках, ул. Архитектора Власова, напротив строения 10
- Храм в честь святой равноапостольной Нины в Черёмушках, ул. Профсоюзная, вл. 21-23
- Храм в честь Святителя Алексия, митрополита Московского, всея России чудотворца, ул. Куликовская, напротив вл.23, корп. 3. 4
- Храм в честь Иверской иконы Божией Матери в Беляеве, ул. Профсоюзная, д. 130, корп. 5, и д. 132, корп. 6
- Храм в честь святого благоверного князя Димитрия Донского в Северном Бутове, пересечение ул. Академика Глушко и бульвара Дмитрия Донского (внешняя сторона)
- Храм в честь святителя Спиридона Тримифунтского в Южном Бутове, пересечение улиц Венёвская и Скобелевская

Западный административный округ
- Храм в честь святого благоверного князя Александра Невского при МГИМО (освящён великим чином 06.03.2016) ЗАО, ул. Лобачевского, вл. 23
- Храм в честь священномученика Ермогена, Патриарха Московского и всея Руси в Крылатском (освящён великим чином 13.03.2016) ЗАО, ул. Осенняя, д. 32, стр. 1, 2
- Храм в честь Иверской иконы Божией Матери в Очаково-Матвеевском (освящён великим чином 10.04.2016) ЗАО, Мичуринский проспект, д. 68
- Храм в честь святителя Иова, Патриарха Московского и всея Руси, чудотворца (освящён великим чином 19.03.2017) ЗАО, Можайское шоссе, д. 56
- Храм в честь святого праведного Иоанна Русского (освящён великим чином 02.04.2017) ЗАО, ул. Ярцевская, д. 1А
- Храм в честь иконы Божией Матери «Неувядаемый цвет» в Рублеве (освящён великим чином 09.06.2019) ЗАО, пос. Рублево, ул. Василия Ботылева, д. 45
- Храм в честь Казанской иконы Божией Матери в Мещерском (освящён великим чином 14.07.2019) ЗАО, пос. Мещерский, ул. Воскресенская, д. 1/37
- Храм в честь Казанской иконы Божией Матери в Орлово (построен) ЗАО, ул. Староорловская, вл. 106
- Храм в честь святителя Спиридона, епископа Тримифунтского, в Фили-Давыдкове (построен) ЗАО, ул. Барклая, 9
- Храм в честь Смоленской иконы Божией Матери в Фили-Давыдкове (введён в эксплуатацию) ЗАО, Давыдковская ул., напротив д. 12
- Храм в честь преподобного Андрея Рублева в Раменках (введен в эксплуатацию) ЗАО, ул. Раменки, д. 2
- Храм в честь иконы Божией Матери «Неопалимая Купина» в Очакове-Матвеевском (строится, начало работ в 2020) ЗАО, Мичуринский пр-т, напротив вл. 15
- Храм в честь Успения Пресвятой Богородицы в Матвеевском (строится, начало работ 2020 год) ЗАО, ул. Нежинская, вл. 4
- Храм в честь святой равноапостольной Марии Магдалины (строится, начало работ в 2019 году) ЗАО, 2-й Сетуньский проезд, вл. 9
- Храм Всех святых на Филёвской пойме ЗАО, Филёвский бульвар, вл.44, стр.4
- Храм в честь преподобного Алексия, человека Божия, в Крылатском (строится, начало работ в 2020 году) ЗАО, Рублевское шоссе, вл. 54
- Храм в честь Благовещения Пресвятой Богородицы в Федосьине (строится приходской дом) ЗАО, ул. Лукинская, д. 11, корп. 1
- Храм в честь преподобной Евфросинии Полоцкой в Кунцеве (строится приходской дом) ЗАО, Полоцкая ул., вблизи вл. 16
- Храм в честь святых первоверховных апостолов Петра и Павла в Тропарёве (проектируется) ЗАО, проспект Вернадского, около вл. 76
- Храм в честь святых мучениц Веры, Надежды, Любови и матери их Софии во Внукове (проектируется) ЗАО, Рассказовская ул., напротив д. 30
- Храм в честь Трех святителей в Раменках (проектируется) ЗАО, ул. Мосфильмовская, вл. 80
- Храм в честь священномученика Игнатия Богоносца на Верейской (проектируется) ЗАО, Верейская ул., рядом с вл. 11
- Храм в честь Пророка Божия Илии в Солнцеве (проектируется) ЗАО, ул. Авиаторов, вблизи вл. 9
- Храм в честь святых равноапостольных Кирилла и Мефодия при МГУ (разрабатывается АГР) ЗАО, пр. Вернадского, д. 10, стр. 2 (напротив)
- Храм в честь святой равноапостольной княгини Ольги в Солнцеве ЗАО, Родниковая ул., между домами 12 и 14
- Храм в честь святого мученика Виктора в Солнцеве ЗАО, между ул. Главмосстроя и ул. 50 лет Октября (вблизи школы № 1347)
- Храм в честь святого равноапостольного великого князя Владимира ЗАО, пересечение ул. Чоботовская с Боровским шоссе

Северо-Западный административный округ
- Храм в честь Всемилостивого Спаса в Митине (освящён великим чином 27.03.2016) СЗАО, Пятницкое шоссе, д. 5 и д. 5, стр. 1
- Храм в честь Новомучеников и исповедников Российских в Строгине (освящён великим чином 14.08.2018) СЗАО, Строгинский бульвар, вл. 14
- Храм в честь священномученика Ермогена, Патриарха Московского и всея Руси, в Южном Тушине (освящён великим чином 27.11.2021) СЗАО, ул. Фабрициуса, вл. 33-35
- Храм в честь великомученика Димитрия Солунского в Хорошеве (освящён великим чином 27.03.2022) СЗАО, ул. Берзарина, вл. 15, корп. 1 (напротив)
- Храм в честь святителя Николая, архиепископа Мир Ликийских, Чудотворца в Тушине (освящён малым чином) СЗАО, Лодочная ул., напротив вл. 31
- Храм в честь преподобного Сергия Радонежского в Тушине (готовится к чину великого освящения) СЗАО, ул. Василия Петушкова, д. 4
- Храм в честь святых равноапостольных Константина и Елены в Митине (введён в эксплуатацию) СЗАО, ул. Митинская, вл. 11
- Храм в честь святителя Николая, архиепископа Мир Ликийских, Чудотворца в Щукине (строится) СЗАО, ул. Авиационная, вл. 30
- Храм в честь святого благоверного князя Александра Невского в районе Хорошёво-Мневники (строится) СЗАО, ул. Мневники, вл. 10
- Храм в честь святых бессребренников Космы и Дамиана в Северном Тушине (строится, начало работ 2020 год) СЗАО, ул. Вилиса Лациса, вл. 2/1, вл. 2/2
- Храм в честь святого равноапостольного великого князя Владимира в Тушине СЗАО, Волоколамское шоссе, вл. 67 (район Тушино)
- Храм в честь Воздвижения Честного и Животворящего Креста в Митине (проектируется) СЗАО, Пятницкое шоссе, вл. 47
- Храм в честь Введения во храм Пресвятой Богородицы в Шелепихе СЗАО, Шеногина, вл. 4
- Храм в честь Архистратига Божия Михаила в Куркине (разработан АГР) СЗАО, ул. Соколово-Мещерская, вл. 8-10
- Храм в честь святого великомученика и победоносца Георгия в Куркине СЗАО, Воротынская ул., вл. 14, к. 1
- Храм в честь Всех святых в Митине СЗАО, ул. Генерала Белобородова, напротив вл. 32
- Храм Всех святых в Митине СЗАО, ул. Рословка, вл. 6-8
- Храм в честь иконы Божией Матери «Всех скорбящих радость» в Хорошёве СЗАО, ул. Демьяна Бедного, вл. 24

Зеленоградский административный округ
- Храм в честь святого благоверного князя Александра Невского (освящён великим чином 24.03.2019) ЗелАО, район Крюково, ул. Александровка, 1А
- Храм в честь святого великомученика Георгия Победоносца в Зеленограде (начало строительства 2020 год) ЗелАО, территория мкр. 17 района Крюково
- Храм в честь иконы Божией Матери «Скоропослушница» в Зеленограде (проектируется) ЗелАО, 10-й мкр., ул. Филаретовская, напротив вл. К1136
- Храм в честь Архистратига Божия Михаила в Зеленограде (проектируется) ЗелАО, 16-й мкр., Панфиловский пр-т, д. 23

Троицкий и Новомосковский административные округа
- Храм в честь Рождества Пресвятой Богородицы в Говорово (освящён великим чином 24.01.2016) ТиНАО, г. Москва, деревня Говорово, ул. Полевая, д. 1А
- Храм в честь Живоначальной Троицы в Троицке (освящён великим чином 23.07.2017) ТиНАО, г. Троицк, ул. Солнечная, 1
- Храм в честь святого преподобного благоверного князя Олега Брянского (деревянный основной, освящён великим чином 09.09.2018) ТиНАО, пос. подсобного хозяйства Минзаг
- Храм в честь иконы Божией Матери «Скоропослушница» в поселке Марьино (освящён великим чином 16.09.2018) ТиНАО, деревня Марьино, около д. 22.
- Храм в честь Воскресения Христова в поселении Воскресенское (освящён великим чином 14.04.2019) ТиНАО, поселение Воскресенское, д. 28А
- Храм в честь Воскресения Христова в Поповке (освящён великим чином 13.12.2020) ТиНАО, поселок Первомайское, деревня Поповка
- Храм благоверного великого князя Александра Невского в Пыхтине (освящён великим чином 20.11.2021) ТиНАО, микрорайон Солнцево-Парк, поселение Внуковское, ул. Летчика Грицевца, д. 3, стр. 1
- Храм иконы Божией Матери «Всецарица» в Щербинке (освящён великим чином 09.04.2022) ТиНАО, г. Щербинка. Ул. Железнодорожная, вл. 15
- Храм Преображения Господня в Коммунарке (подготовка к чину великого освящения) ТиНАО, поселение Сосенское, поселок Коммунарка, д. 22А
- Храм иконы Божией Матери «Неупиваемая Чаша» в поселке Киевском (деревянный основной, подготовка к великому освящению) ТиНАО, поселок Киевский, вблизи д. 23
- Храм великомученика Георгия Победоносца в Московском (строится) ТиНАО, г. Московский, мкр. Град Московский, рядом с Передельцевским кладбищем и домом № 29 по улице Радужная
- Храм Преображения Господня в Рогове (строится) ТиНАО, пос. Рогово
- Храм Воскресения Христова на Хованском кладбище ТиНАО, пос. Сосенское, территория Западного Хованского кладбища
- Храм преподобного Сергия Радонежского в Новых Ватутинках (проектируется) ТиНАО, поселение Десеновское, пересечение Калужского шоссе и ул. Чароитовая
- Храм Смоленской иконы Божией Матери в Красной Пахре (проектируется) ТиНАО, поселене Краснопахорское, село Красная Пахра
- Храм святителя Николая Чудотворца в Рыжове (деревянный основной) ТиНАО, деревня Рыжово
- Храм в честь Грузинской иконы Божией Матери в Марушкине ТиНАО, д. Марушкино, ул. Привольная, вл. 8
- Храм Вознесения Господня в поселении Сосенское ТиНАО, поселение Сосенское, пос. Коммунарка
- Храм великомученика Георгия Победоносца в Первомайском ТиНАО, г. Москва, г. Троицк, пос. Первомайское
- Храм в честь Сретения Господня в Московском г. Москвы ТиНАО, г. Москва, пос. Московский, 3-й мкрн., в р-не д. 19
- Храм в честь иконы Божией Матери «Неувядаемый Цвет» в Московском гор. Москвы ТиНАО, поселение Московский, пос. Ульяновского лесопарка, вл. 6
- Храм в честь Тихвинской иконы Божией Матери в Саларьеве ТиНАО, г. Москва, пос. Московский, дер. Саларьево, ул. Московская
- Храм в честь иконы Божией Матери «Всех скорбящих Радость» в Коммунарке (проектируется) ТиНАО, г. Москвы, п. Сосенкое, п. Коммунарка, ул. Александры Монаховой, вл. 47А
- Храм в честь святителя Николая Чудотворца в поселении Внуковское ТиНАО, г. Москва, поселение Внуковское, квартал 6, вл. 1